# عيسى المطيري
عيسى علي المطيري مواليد 16 مايو 1999 في ، السعودية، هو لاعب كرة القدم سعودي لعب سابقاً في نادي النجمة.